# Канталупо (Перуђа)
Канталупо је насеље у Италији у округу Перуђа, региону Умбрија.
Према процени из 2011. у насељу је живело 358 становника. Насеље се налази на надморској висини од 198 м.